# Magadheera
Magadheera (lett. "L'uomo eroico") è un film fantasy del 2009 diretto da S. S. Rajamouli, prodotto a Tollywood e con protagonisti Ram Charan e Kajal Aggarwal.
Il film, costato circa 10 milioni di dollari (45 crore), ne incassò circa 35 milioni (150 crore) e fu il primo successo in patria del regista. All'epoca dell'uscita divenne il più grande incasso per un film di Tollywood, lanciando la carriera dei due attori protagonisti.

## Trama
Presente: nel 2009, Harsha, un motociclista da strada, sta viaggiando su un auto-risciò (auto) con il suo amico verso l'aeroporto. Individua il contorno sfocato di una donna che cerca di fermare l'auto e le fa segno che è già occupata. Mentre lo fa, le loro dita si toccano accidentalmente e Harsha sente una corrente elettrica attraversarlo, che fa scattare alcune immagini fugaci. Dopo essersi ripreso dallo shock, fugge dall'auto alla ricerca della ragazza e chiede di lei a una donna di nome Indira "Indu", ignara che Indu è la stessa donna. Indu, pensando di perseguitarla, lo indirizza male convincendolo che la ragazza è la sua vicina. Lei e le sue amiche sfruttano Harsha, facendogli portare in posti e promettendo che la ragazza si farà vedere. Dopo che Harsha ha picchiato un gruppo di uomini che stavano molestando verbalmente Indu, inizia ad innamorarsi di lui.
Viene quindi rivelato che Indu è cresciuta a Hyderabad perché suo padre, Pratap Varma, è stato sfrattato dalla loro tenuta ancestrale nel Rajasthan, dove si trovava il regno di Udaigarh del XV secolo. La proprietà è stata sequestrata dal marito della defunta sorella minore di Pratap, che dopo la sua morte non aveva diritto alla proprietà. Dopo aver ucciso molti avvocati, il cognato e suo figlio, Raghuveer, vanno a Hyderabad per ucciderlo, ma Raghuveer si innamora di Indu dopo aver visto la sua bellezza e il suo corpo. Il padre di Raghuveer lo chiama sciocco, a cui Raghuveer lo uccide e poi manipola Indu e suo padre facendogli credere che suo padre sia morto di vecchiaia e offrendo loro di nuovo la proprietà, oltre a fidarsi di lui. Tuttavia, quando tenta di toccare un Indu addormentato, vede visioni di un guerriero che gli taglia la gola. Raghuveer consulta un tantrico, Ghora, che rivela che in una vita precedente, Raghuveer era un principe che bramava Indu e fu ucciso dal suo amante, un guerriero. Raghuveer è determinato a trovare la reincarnazione del guerriero e ucciderlo. Nel frattempo, Harsha scopre come Indu e le sue amiche lo hanno ingannato e, dopo che lui le ha fatto uno scherzo per rappresaglia, iniziano a innamorarsi. Raghuveer scopre che Harsha è la reincarnazione del guerriero, uccide il padre di Indu e incastra Harsha. Mentre Raghuveer e Indu partono in elicottero, Harsha non riesce a prenderli; cadendo in un lago, affronta un'esperienza di pre-morte e ottiene una visione completa della sua vita passata nel 1609.
1609: Nel 1609, l'imperatore Sher Khan si prepara a invadere il regno di Udaigarh quando viene a sapere del coraggioso guerriero Kala Bhairava (Harsha). La figlia ed erede del re Vikram Singh, la principessa Mithravindha Devi (Indu), ama Bhairava, ma lui si trattiene anche se ricambia i suoi sentimenti. Ranadev Billa (Raghuveer), il generale reale nonché figlio della defunta sorella e cognato di Vikram Singh, desidera ardentemente Mithra, quindi sua cugina, e pianifica una competizione tra lui e Bhairava; il vincitore sposerà la principessa e il perdente sarà bandito da Udaigarh. La vittoria di Bhairava porta all'esilio di Ranadev. Vikram Singh, tuttavia, chiede segretamente a Bhairava di non sposare sua figlia, perché Bhairava probabilmente morirà, come i suoi antenati, nell'imminente battaglia con le forze di Khan, e non desidera vedere Mithra vedova. Sebbene scioccato, Bhairava acconsente alla richiesta del re e rifiuta pubblicamente di sposare Mithra, lasciandola sconvolta.
Bhairava porta Mithra, i suoi soldati e i suoi custodi al tempio di Bhairavakona in cima a una scogliera per chiedere benedizioni al Signore Shiva prima dell'attacco. Mithra chiede a Bhairava di ammettere il suo amore per lei. Quando lui non risponde, lei sconvolge gli oggetti sacri che hanno portato per la puja e, usando il suo sangue, dipinge un'immagine di Bhairava su una roccia raffigurandolo mentre lascia il suo vero amore per fare il suo dovere. Un soldato ferito arriva per dire a Bhairava che Ranadev ha aiutato l'esercito di Khan, che ha ucciso Vikram Singh e ora si sta precipitando verso di loro. Arrivano e Khan sfida Bhairava a uccidere almeno 100 dei suoi soldati. Bhairava completa la sfida ma viene gravemente ferito nella battaglia. Khan, impressionato dal coraggio di Bhairava, cambia idea e lo accetta come suo amico. Tuttavia, Ranadev, invocando la promessa di Khan di aiutarlo nella vittoria, continua ad attaccare, pugnalando infine Mithra allo stomaco prima di essere decapitato da Bhairava. Un Mithra morente chiede a Bhairava di confessare il suo amore, ma prima che possa rispondere, lei muore e cade dalla scogliera. Sconvolto, salta giù anche lui, seguendola per incontrare la stessa sorte.
Presente: nel presente, Harsha viene salvato da un pescatore di nome Solomon (la reincarnazione di Sher Khan) da Srikakulam e, con l'aiuto di Solomon, visita Srikakulam dove cadde a Udaigarh. Raggiunge il palazzo di Raghuveer e sente Ghora che dice a Raghuveer che se i ricordi della vita passata di Indu non vengono rianimati entro il giorno non potranno mai esserlo, e lei sarà con Raghuveer per sempre. Harsha rapisce Indu, con Solomon che lo aiuta, e la porta al tempio di Bhairavakona, ora in uno stato fatiscente, e nel processo Raghuveer uccide accidentalmente Ghora. Raghuveer arriva in elicottero e chiede a Indu di accompagnarlo; tuttavia Indu vede il dipinto di Mithra e i suoi ricordi di vite passate vengono rianimati. Si riunisce con Harsha e gli chiede di perdonarla. Un Raghuveer arrabbiato attacca Harsha. Harsha lo combatte e, con l'aiuto di Solomon, riesce ad ucciderlo e la coppia di amanti si riunisce.